# Marina e la sua bestia
Marina e la sua bestia (noto anche con i titoli Morbida... Marina e la sua bestia) è un film pornografico del 1984 diretto da Arduino Sacco.

## Trama
Marina, famosa star dei film per adulti, decide di ritirarsi dalle scene non prima di partecipare al suo ultimo lungometraggio. L'attrice racconta a Giuliano, lo sceneggiatore, e alla segretaria Cecilia come vorrebbe che fosse questo film. Mentre parla, Marina pensa alle scene che sta descrivendo: in una immagina di eseguire una fellatio allo stallone Principe, mentre in un'altra che Cecilia venga rapita, segregata e violentata da Giuliano e un altro ragazzo. Successivamente arriva un camioncino in cui i protagonisti si sistemano incominciando a fare un'orgia.

## Produzione
La scena in cui Marina Lotar esegue una fellatio al cavallo è in realtà simulata, dal momento che il pene è una protesi in legno.

## Sequel
L'anno dopo, Renato Polselli diresse il sequel del film, intitolato Marina e la sua bestia n. 2, noto anche con i titoli Marina e la sua bestia n. 2 (L'orgia dell'amore), che ottenne minore successo della pellicola precedente e che è parzialmente composto da scene provenienti da altri film.